# Auch Zwerge haben klein angefangen
Auch Zwerge haben klein angefangen (en alemany, àdhuc els nans són petits) és una pel·lícula de comèdia dramàtica absurda e l'Alemanya Occidental de 1970, produïda i dirigida per Werner Herzog.

## Argument
Els nans confinats en una institució d'una illa remota es rebel·len contra els guàrdies i el director, també nans, en una mostra de caos. Trenquen vidres i plats amb alegria, riure maníacament, abandonen un camió corrent per conduir-se en cercles, s'encarreguen de baralla de menjar i de baralla de galls, miren les  pin-up de revistes, calen foc a testos de flors, maten un porc gran, turmenten uns nans cecs i fan una crucifixió simulada d'un mico.

## Repartiment
- Helmut Döring com Hombré
- Paul Glauer com a educador
- Gisela Hertwig com a Pobrecita
- Hertel Minkner com a Chicklets
- Gertrud Piccini com a Piccini
- Marianne Saar com a Theresa
- Brigitte Saar com a Cochina
- Gerd Gickel com a Pepe
- Erna Gschwendtner com Azucar

## Producció
La pel·lícula es va rodar a les Illes Canàries, a Lanzarote. Es va produir durant el mateix període que Fata Morgana d'Herzog i Die Fliegenden Ärzte von Ostafrika, i hi ha connexions visuals i temàtiques. entre les tres obres. Cal destacar que les ulleres que porten els nans cecs són del mateix estil que les ulleres que porten diverses persones a Fata Morgana.
Durant el rodatge, Herzog va donar algunes indicacions escèniques sorprenents per obtenir actuacions particulars dels actors. En dirigir un nan que lluitava contínuament per no riure, Herzog va dir repetidament a l'actor que no havia de riure, però després li va fer caretes divertides tan bon punt va començar a filmar.
Mentre es filmava l'escena en què una furgoneta circula en cercles sense ningú al volant, un dels actors va ser atropellat, però de seguida es va aixecar il·lès. Durant l'escena de la crema de flors, el mateix actor es va incendiar i Werner Herzog va córrer i va apagar el foc. L'actor només va tenir ferides lleus pel foc. Després d'aquests dos accidents, Herzog va prometre als actors que si aconseguien la resta del rodatge sense més ferides, es llançaria a un cactus i permetria que els actors el filmessin fent-ho. La pel·lícula es va acabar sense més ferides i el director va complir la seva promesa i es va capbussar en els cactus. Herzog ha dit: "Sortir va ser molt més difícil que saltar-hi."" L'escena del vehicle en cercles es va inspirar en un incident que va passar quan Herzog treballava com a administrador a l'Oktoberfest de Múnic quan era jove. Una part del seu deure era assegurar-se que els clients borratxos no intentessin conduir els seus cotxes a casa, de manera que quan un home borratxo va insistir que era capaç de conduir, Herzog va pujar al seu cotxe amb ell, va posar el volant totalment bloquejat i després va sortir del seu cotxe. L'home es va desmaiar i el cotxe va continuar circulant en cercle fins que es va quedar sense gasolina. Aquesta situació es va repetir al final de la pel·lícula de 1977 d'Herzog Stroszek on Stroszek abandona el camió, incendiat, donant voltes per l'aparcament d'un parc d'atraccions a la carretera abans de suïcidar-se a bord d'un telesquí. .

## Recepció
Auch Zwerge haben klein angefangen té un 100% d'aprovació a Rotten Tomatoes. Fou presentat a la Quinzena de Cineastes al 23è Festival Internacional de Cinema de Canes.